# Chiesa di San Mamante (Cavaglio d'Agogna)
La chiesa di San Mamante è la parrocchiale di Cavaglio d'Agogna, in provincia e diocesi di Novara; fa parte dell'unità pastorale di Suno-Momo.

## Storia
La prima parrocchiale di Cavaglio d'Agogna fu la chiesa di Sant'Ambrogio, fondata nel XII secolo e ubicata presso la strada Francisca, in una zona poi inglobata nel vicino comune di Fontaneto d'Agogna.
Nel 1514 la parrocchialità venne trasferita nella chiesa di San Mamante; questo edificio, sprro anch'esso nel Basso Medioevo, fu consacrato nel 1596.
Il rifacimento dell'edificio iniziò nel 1725; nel 1728 terminarono i lavori all'esterno, mentre quelli all'interno nel 1732.

## Descrizione

### Esterno
La facciata a salienti della chiesa, rivolta a sudovest e suddivisa da una cornice marcapiano modanata in due registri, entrambi scanditi da paraste; quello inferiore presenta al centro il portale d'ingresso, sormontato da un dipinto raffigurante una scena sacra, e ai lati due nicchie ospitanti altrettante statue, mentre quello superiore è affiancato da due volute, caratterizzato da una finestra e coronato dal frontone curvilineo, al culmine del quale v'è una statua.
Annesso alla parrocchiale è il campanile a base quadrata, la cui cella presenta su ogni lato una monofora, coronata dalla bassa guglia poggiante sul tamburo.

### Interno
L'interno dell'edificio si compone di una navata unica, coperta da una volta a botte lunettata ornata con affreschi novecenteschi di Francesco Mazzucchi e Pierino Boselli, rappresentanti l'Immacolata Concezione e San Giovanni Bosco e i giovani al centro e figure di Santi e degli Apostoli ai lati. Dai fianchi, scanditi da una serie di lesene corinzie a fascio a sostegno della trabeazione perimetrale in rilievo, si affacciano due cappelle per parte; sulla destra, si trovano le cappelle degli Agonizzanti e del Sacro Cuore, che dà accesso allo scurolo con le reliquie dei santi Antonino e Placida, riccamente dipinto e coronato da una cupola con lanterna; sulla sinistra si aprono le cappelle della Beata Vergine Assunta, con l'affresco del Canonico Rozzati, e della Madonna del Carmine.
Al termine dell'aula si sviluppa il presbiterio, preceduto dall'arco trionfale; l'ambiente, coronato da una volta a crociera affrescata, è affiancato dallo scurolo con le reliquie di san Mamante, ornato con quattro affreschi di Episodi della vita di san Mamante dipinti nel 1905 da Rodolfo Gambini; sulla sinistra del presbiterio è posta l'antica cantoria lignea, intagliata con una serie di Episodi della vita di san Mamante, mentre sulla destra è collocato l'organo, eseguito dai fratelli Serassi tra il 1838 e il 1842.
Qui sono conservate diverse opere di pregio, tra cui la pala d'altare di Lorenzo Peracino raffigurante Il martirio di san Mamante e le tele conservate nelle cappelle, rappresentanti la Beata Vergine Assunta, il sacerdote Flaminio Casella e la Morte del Giusto protetto da san Giuseppe.